# Арс-сюр-Жиронд
Арс-сюр-Жиро́нд (фр. Arces) — коммуна во Франции, находится в регионе Пуату — Шаранта. Департамент коммуны — Шаранта Приморская. Входит в состав кантона Коз. Округ коммуны — Сент.
Код INSEE коммуны — 17015.

## Население
Население коммуны на 2010 год составляло 661 человек.
| 1962 | 1968 | 1975 | 1982 | 1990 | 1999 | 2010 |
| ---- | ---- | ---- | ---- | ---- | ---- | ---- |
| 511  | 484  | 423  | 430  | 485  | 560  | 661  |

## Экономика
В 2010 году среди 416 человек трудоспособного возраста (15—64 лет) 314 были экономически активными, 102 — неактивными (показатель активности — 75,5 %, в 1999 году было 67,5 %). Из 314 активных жителей работали 279 человек (150 мужчин и 129 женщин), безработных было 35 (17 мужчин и 18 женщин). Среди 102 неактивных 21 человек были учениками или студентами, 45 — пенсионерами, 36 были неактивными по другим причинам.